# 克里米亞部長會議主席
克里米亞部長會議主席（烏克蘭語：Прем'єр-міністр Автономної республіки Крим），又稱克里米亞總理，是俄羅斯聯邦克里米亞共和國的政府首脑，尤里·戈察紐克是現任克里米亞部長會議主席。
1991年烏克蘭自蘇聯獨立後，於克里米亞設立克里米亞自治共和國主席一職。2014年克里米亞被俄羅斯吞併，俄羅斯設立克里米亞部長會議主席一職。但克里米亞仍是烏克蘭法理上的領土，烏克蘭所設的克里米亞自治共和國主席一職懸空至今。